# قرحة القدم السكرية
تُعد قرحة القدم السكرية (بالإنجليزية Diabetic foot ulcer) من المضاعفات الكبرى للداء السكري، وقد تكون العنصر الأهم في مرض القدم السكرية. إن التئام الجروح آلية غرائزية تعمل بشكل صحيح معظم الوقت، ويميزها الإصلاح التدريجي للنسيج البيني خارج الخلوي الذي يشكل المكون الأكبر في طبقة الأدمة الجلدية. لكن تتعطل هذه العملية في بعض الحالات نتيجة بعض الاضطرابات والمشاكل الفسيولوجية.
يمثل الداء السكري أحد الاضطرابات الاستقلابية التي تعيق الخطوات الطبيعية في عملية التئام الجروح. تُظهر العديد من الدراسات تطاول العملية الالتهابية في الجروح السكرية، ما يؤخر تشكل النسيج الحبيبي الناضج، وبالتالي تضعف مقاومة شد الجرح.
يجب أن تتضمن معالجة قرحة القدم السكرية ضبط سكر الدم وإزالة النسيج المتموت من الجرح (الإنضار) وتضميد الجرح وإزالة الضغط عنه عبر تقنيات معينة مثل جبائر التماس الكاملة. قد تحسن الجراحة نتائج بعض الحالات، وقد تفيد المعالجة بالأوكسجين عالي الضغط بعض المرضى، لكنها مكلفة.
تحدث القرحة عند 15% من المرضى السكريين، وتسبق 84% من جميع حالات بتر الطرف السفلي المتعلقة بالداء السكري.

## عوامل الخطورة
تشمل عوامل الخطر المتعلقة بتطور قرحة القدم السكرية كلًا من: الإنتان وتقدم السن واعتلال الأعصاب السكري وداء الشرايين المحيطية والتدخين وسوء ضبط سكر الدم والإصابة بقرحات قدم سابقة أو البتر السابق ونقص التروية في الأوعية الكبيرة والصغيرة وسوابق أمراض القدم وتشوهات القدم التي تسبب قوة ضغط كبيرة شاذة وظهور مسامير القدم في أماكن الضغط والفشل الكلوي والوذمة وضعف القدرة على العناية الشخصية (مثل ضعف البصر)، وكلها تُعد عوامل خطورة إضافية لقرحات القدم السكرية.
يطور مرضى السكري غالبًا اعتلال أعصاب سكري بسبب عدة عوامل أيضية وعصبية وعائية. يسبب اعتلال الأعصاب المحيطية نقصًا في الألم أو الشعور في أصابع القدم والقدمين والساقين واليدين بسبب أذية العصب المحيطي وضعف تدفق الدم.
تظهر التبثرات والتقرحات الجلدية على مناطق الخدر في القدمين والساقين مثل المفاصل المشطية السلامية ومنطقة الكعب، ونتيجة ذلك لا يلاحظ المريض الضغط أو الإصابة، وتصبح هذه المناطق في النهاية منفذًا لدخول الجراثيم وحدوث العدوى.

## الفسيولوجيا المرضية
يُعرف النسيج البيني خارج الخلوي (إي سي إم) بأنه الهيكل البنيوي الخارجي الذي تتصل به الخلايا في الكائنات متعددة الخلايا. تتوضع الأدمة تحت البشرة، وتدعى هاتان الطبقتان مجتمعتين بالجلد. يتكون الجلد الأدمي بشكل رئيس من الأرومات الليفية التي تنمو في المطرس خارج الخلوي، وغالبًا ما تختلف الأنواع الخاصة من النسيج البيني خارج الخلوي كيميائيًا، لكن الكولاجين يشكل النسبة الأكبر من بنيته عمومًا.
تشكل الخلية عبر تفاعلها مع مطرقها خارج الخلوي (ينتقل التفاعل عبر جزيئات التثبيت المصنفة ضمن المستقبلات العابرة للغشاء «الانتغرينات») ارتباطًا مستمرًا بين داخل الخلية والغشاء الخلوي ومكونات المطرق خارج الخلوي، التي تساعد في انتقال الفعاليات الخلوية المختلفة وفق نمط منظم. يعرف التئام الجروح بأنه حدث موضع يشمل رد فعل الخلايا على الضرر المحدث بها.
تزيل الخلايا النسيج البيني خارج الخلوي المتضرر وتستبدله، وتزداد أعدادها عمومًا استجابةً لهذا الضرر. تنشط هذه العملية عبر الخلايا المستجيبة لشدف المطرس خارج الخلوي المتضرر، لكنها لا تقتصر عليها غالبًا، وتشمل عملية الإصلاح إعادة تجميع المطرس من قبل الخلايا التي تنمو فيه.
غالبًا ما يكون المطرس خارج الخلوي قائد سمفونية التئام الجروح. تنشط في العملية الالتهابية كل من العدلات والخلايا البلعمية الكبيرة، وتفعل بدورها الأرومات الليفية التي تهاجر في مرحلة التحبب التالية إلى الجرح مولدةً أليافًا جديدةً من الكولاجين من النمطين الأول والثالث.
في بداية عملية التئام الجروح، يسيطر الكولاجين III في النسيج الحبيبي، ويُستبدل به الكولاجين I لاحقًا خلال مرحلة القولبة مانحًا نسيج الالتئام مقاومة شد إضافية. يتضح من معرفتنا بتجمع الكولاجين أن مقاومة الشد تعود أساسًا إلى ترتيب اللييفات في جزيئات الكولاجين التي تتجمع في ألياف صغيرة طولانية وعرضانية لتنتج قوةً وثباتيةً أكبر لتجمع الكولاجين.
يعد الكولاجين المتغير أيضيًا عديم المرونة وعرضةً للتحطم خصوصًا في مناطق الضغط. يمثل الفيبرونكتين البروتين السكري الرئيس المفرز من الأرومات الليفية خلال مرحلة الاصطناع الأولي لبروتينات النسيج البيني خارج الخلوي، ويؤدي وظائف مهمةً كونه جاذب كيميائي للخلايا البلعمية الكبيرة والأرومات الليفية والخلايا البطانية.
يحوي الغشاء القاعدي الذي يفصل البشرة عن الأدمة والغشاء القاعدي البطاني بشكل رئيس على الكولاجين نمط IV الذي يشكل طبقةً ترتبط بجزيئات أخرى من المطرس خارج الخلوي مثل اللامينين والبروتيوغليكانات، وإضافة إلى الكولاجين IV، يحوي الغشاء القاعدي البطاني والبشروي أيضًا على اللامينين والبيرليكان والنيدوجين. يوجد حمض الهيالورونيك (الذي يعد مكونًا نقيًا للغليكوز أمينوغليكان) بكميات كبيرة في الأنسجة المتموتة والنامية، إذ يحفز إنتاج السيتوكين من الخلايا البلعمية الكبيرة، وبذلك يحرض تولد الأوعية.
في الجلد الطبيعي، يوجد سلفات الكوندروئيتين بروتيوغليكان بشكل رئيس في الغشاء القاعدي، لكن في الجروح الشافية يزداد التعبير عنه على امتداد النسيج الحبيبي خصوصًا خلال الأسبوع الثاني من التئام الجرح، إذ يشكل نسيجًا بينيًا مؤقتًا مع قدرة ترطيب عالية.
يعد ربط عوامل النمو أحد أهم أدوار البيرليكان في عملية التئام الجروح وتوليد الأوعية، وقد يكون التئام الجروح الضعيف في الداء السكري متعلقًا بالتعبير عن هذا المركب. قد تنقص المستويات العالية من الجلوكوز من التعبير عن البيرليكان في بعض الخلايا، وقد تكون الآلية المحتملة لذلك تعديل انتساخ الحمض النووي والمرحلة التالية له.
تتحكم مراحل التئام الجروح (خصوصا التحبب وإعادة التظهرن وإعادة الترتيب) بحجم مكونات النسيج البيني خارج الخلوي.

### تغير الأيض
يُعد الداء السكري اضطرابًا أيضيًا، وبالتالي يٌعتقد أن العيوب المشاهدة في اندمال الجروح لدى السكريين تنجم عن تغير أيض البروتينات والليبيدات، وبالتالي يتشكل نسيج حبيبي شاذ. يؤدي ارتفاع تراكيز الجلوكوز في الجسم إلى ارتباط تساهمي بين سكر الألدوز والبروتين أو الليبيد دون تدخل إنزيمات طبيعية رابطة للغليكوزيل. تتراكم هذه المنتجات المستقرة لاحقًا على سطوح الخلايا والبروتينات البنيوية والجائلة، وتُسمى النواتج النهائية للغلوزة المتقدمة (إيه جي إي إس) أو نواتج أمادوري.
تتشكل نواتج أمادوري على بروتينات المطرس خارج الخلوي بمعدل بطيء، وتغير خصائص هذه البروتينات مثل الكولاجين والفيترونيكتين واللامينين عبر الترابط التساهمي بين الجزيئي أو الربط التشابكي بينها (AGE-AGE). تزداد صلابة المطرس نتيجة تشابك نواتج أمادوري على النمط الأول من الكولاجين والإيلاستين، ومن المعروف أيضًا أنها تزيد اصطناع النمط III من الكولاجين الذي يشكل النسيج الحبيبي، ويؤدي تراكمها على اللامينين إلى نقص ارتباطه مع النمط IV من الكولاجين في الغشاء القاعدي وإعاقة عملية تطاول البوليمر ونقص الارتباط مع بروتيوغليكان كبريتات الهيباران.